# Лиона Луис
Лиона Луиз Луис (енгл. Leona Louise Lewis; Лондон, 3. април 1985) је енглеска поп певачица и победница трећег серијала емисије The X Factor, телевизијске емисије у којој се представљају музички таленти.

## Музичка каријера
Њен први сингл објављен у децембру 2006. године, "A Moment Like This", поставио је рекорд. За само тридесет минута од објављивања, даунлоудован је 50 хиљада пута на интернету.
Њен други сингл, "Bleeding Love", званично је био најпродаванији сингл у Уједињеном Краљевству у 2007. години. 5. априла 2008. године, "Bleeding Love" је постао сингл број један у Сједињеним Америчким Државама.
Њен први албум, Spirit, издат је у новембру 2007. године, и постао је најпродаванији албум у Уједињеном Краљевству и Републици Ирској икада. У Сједињеним Америчким Државама је објављен у априлу 2008. и заузео је прво место на листи албума Билборд Топ 200. Луис је тако постала први британски извођач чији је дебитантски албум заузео прво место на листи најпродаванијих албума у Сједињеним Америчким Државама.
Њен албум је достигао прво место на листама најпродаванијих албума на три континента и у девет земаља, а Луис је тако постала најуспешнији уметник који се прославио уз помоћ једне емисије за таленте. Њен актуелни дупли сингл, "Better In Time/Footsteps in the Sand", у УК је лансиран у марту 2008. године, заузимајући друго место на УК музичкој листи. У марту 2008. године, Луис је посетила Јужну Африку, где је пружила хуманитарну помоћ. Лиона је, заједно са Адел, завршила Лондонску школу за извођачке уметности и технологију.
Остали синглови са албума "Spirit" албума су "Forgive Me", "Run" и "I Will Be".
Након огромног успеха са првим албумом, Лиона је почела рад на другом студијском албуму. На албуму су радили Рајан Тедер, Џастин Тимберлејк, Макс Мартин, Амтор Бригисон, Кевин Рудолф и Џон Шенкс, између осталих. Албум "Echo" сниман је девет месеци у Лос Анђелесу. Албум је дошао на 1. место у Великој Британији, а бележи и топ10 резултате у Ирској (2.), Швајцарској (3.) и Аустрији (8.). У САД је дошао до 13. позиције Билбордове топ200 листе.
Уводни сингл албума је песма "Happy", коју је писала Лиона Луис са Тедером и Богартом. Сингл је избачен средином новембра 2009. године, а премијерно је изведен у емисији "America's Got Talent". Сингл је ушао у топ10 у пет земаља, укључујући и Велику Британију и Аустрију, где је дошао до 2. места, као и Ирску и Немачку, где је дошао до 3. позиције. На европској листи најбољих синглова, "Happy" је дошао до 3. позиције.
Други сингл са албума био је сингл "I Got You", објављен 21. фебруара. Недуго пошто је најављен сингл "I Got You", издата је и песма "I See You", као насловна нумера за филм "Аватар“. Песма је објављена искључиво као део санудтрека, али не и као сингл.
"Labyrinth Tour" било је име прве Лионине турнеје, која је обухватила 20 концерата на простору Велике Британије од 28. маја до 6. јула 2010. године. Након завршетка те турнеје, објављено је да ће Лиона бити подршка Кристини Агилери на њеној "Bionic" турнеји у САД, али је та турнеја убрзо отказана. Концерт из О2 арене у Лондону од 18. јуна 2010. године је био објављен као ДВД и то у стандардној варијанти са бонус ЦД-ом са десет песама и као блу-реј паковање. Објављен је 29. новембра 2010. године у Великој Британији, а током децембра и широм света.
Након турнеје, Лиона је почела рад на трећем студијском албуму. Крајем новембра 2010. године најавила је да би албум требало да изађе на лето, а да би први сингл могао да се очекује у априлу. Излазак је, међутим, померен за јесен, а први сингл је доживео радио премијеру 15. јула 2011. године на БиБиСи Радио 1. Радило се о песми "Collide", која је издата 4. септембра 2011. године. Издавање сингла је пратио скандал због неразјашњених ауторских права. Песма је прављена на бази инструментала шведског ди џеја Avicii, који је тврдио да Лионина издавачка кућа нема дозволу за његово коришћење. Спор је отишао и пред суд, да би недуго потом било постигнуто вансудско поравнање, а песма је потписана као "Leona Lewis/Аvicii - Collide". Приликом избацивања сингла, објављено је и име трећег албума - "Glasshert", по истоименој песми, коју је продуцирао Рајан Тедер.
Крајем септембра 2011. дошло је до одлагања издавања албума. Лиона је објаснила да је сакупила одређен број песама "у које је заљубљена и да зна да има још у себи“. Због тога је излазак албума померен за крај марта 2012. године. Један од разлога за одлагање издавања албума је и почетак сарадње са продуцентом Фрејжером Т. Смитом, са којим је први пут сарађивала у септембру 2011, два месеца пред првобитно планирани изазак албума. У децембру 2011. Лиона је избацила ЕП са три песме под називом "Hurt" као поклон фановима пред празнике. У серији интервјуа, објаснила је да је на тај начин желела да се захвали фановима на подршци и да им се одужи због тога што ће морати да чекају на албум дуже од планираног.
Крајем августа 2012. године, БиБиСи Радио 1 је премијерно пустио нови сингл "Trouble", који је званично изашао 7. октобра 2012. године. Ради се о синглу, који је урађен у сарадњи са Емели Санде и Ноти Бојом. Непосредно пре изласка сингла, Лиона је била гостујући судија у британској верзији "Икс фактора“. Сингл је послат радио станицама у две верзије, једна као соло верзија, а друга је била сарадња са америчким репером Childish Gambino. Сингл је дебитовао на 7. месту британске топ листе. Албум "Glassheart" изашао је недељу дана касније, 15. октобра 2012. године. Претходно је објављено да је извршни продуцент целог албума Фрејжер Т. Смит. Албум је дебитовао на 3. месту британске топ листе албума. Током новембра 2012. године, албум је избачен широм Европе, у Аустрији је дебитовао на 5. месту, а у Немачкој на 6. Други сингл са албума "Glasshert" је првобитно требало да буде "Fireflies", али је свега пар недеља након објаве и слања радио станицама замењен песмом "Lovebird". Песма је као први сингл са албума избачена и у неким Европским земљама (Шпанија, Италија, Португалија). Сингл је у Великој Британији изашао 10. децембра 2012. године.
У 2013. години Лиону очекује турнеја, која ће почети средином априла у Немачкој, где ће имати пет наступа, потом један у Швајцарској, а након тога ће наступати широм УК. Очекује се да ће током 2013. албум "Glassheart" бити издат и у САД.

## Дискографија

### Студијски албуми
- (2007)
- (2009)
- (2012)
- (2013)
- (2015)

### Спотови
| Спот                             | Година | Режисер                        |
| -------------------------------- | ------ | ------------------------------ |
| A Moment Like This               | 2006   | JT                             |
| Bleeding Love                    | 2007   | Мелина Матсукас                |
| Bleeding Love (америчка верзија) | 2008   | Џеси Тереро                    |
| Better in Time                   | 2008   | Софи Мулер                     |
| Footprints in the Sand           | 2008   | Софи Мулер                     |
| Forgive Me                       | 2008   | Вејн Ишам                      |
| Run                              | 2008   | Џејк Нава                      |
| I Will Be                        | 2009   | Мелина Матсукас                |
| Happy                            | 2009   |                                |
| I See You (Avatar)               | 2009   |                                |
| I Got You                        | 2010   | Дејв Мејерс                    |
| Inaspettata (Unexpected)         | 2010   | Гаетано Морбиоли               |
| Collide                          | 2011   | Ethan Lader                    |
| Trouble                          | 2012   | Raul B. Fernandez              |
| Lovebird                         | 2012   | Trudy Bellinger                |
| One More Sleep                   | 2013   | Dominic O'Riordan,Warren Smith |
| Fire Under My Feet               | 2015   | Деклан Вајтблум                |
| Thunder                          | 2015   | Sarah McColgan                 |
| You Are the Reason               | 2018   |                                |
| Headlights                       | 2018   | Френк Борин                    |
| Solo Quiero (Somebody To Love)   | 2019   |                                |